# دان ميرفي
دان ميرفي (بالإنجليزية: Dan Murphy)‏ هو لاعب كرة قاعدة أمريكي، ولد في 18 سبتمبر 1964 في أرتيسيا في الولايات المتحدة.